# Віксич Олександр Ярославович
Олександр Ярославович Віксич (нар. 10 вересня 1995, Кліводин, Кіцманський район, Чернівецька область, Україна) — український футболіст, захисник.

## Життєпис

### Ранні роки
Впродовж 2009—2012 років виступав в ДЮФЛ за ДЮСШ «Моноліт» (Іллічі́вськ), київський «РВУФК» та «Дніпро» (Дніпропетровськ). Перший тренер - Онуфрій Савчук. Свій перший професіональний контракт підписав з одеським «Чорноморцем» у 2012 році, де виступав за юнацький (U-19) та молодіжний (U-21) склад до 2014 року.  За головну команду «моряків», на жаль, так і не зіграв жодного поєдинку, натомість за команду дублерів провів 42 матчі.

### Клубна кар'єра
У 2015 році дебютував в професіональному футболі у складі фарм-клубу донецького «Шахтаря» в другій українській лізі, де до завершення 2014/15 сезону провів 9 ігор. З початком 2015/16 сезону підписав контракт з одеською «Реал Фармою», в якій виступав до кінця 2017 року та в складі якої провів 46 офіційних ігор. В зимове міжсезоння перебрався до Охтирки, де до завершення 2017/18 сезону виступав за місцевий першоліговий «Нафтовик-Укрнафта».
У липні 2018 року підписав контракт з чернівецьким футбольним клубом «Буковина». Дебютував за «Буковину» 18 липня в матчі кубка України проти ФК «Калуша», проте вже у жовтні за обопільною згодою сторін припинив співпрацю з чернівецькою командою. Всього за 2018 рік Олександр, записав до свого активу 21 офіційну гру, а у березні 2019 року повернувся в одеський клуб: «Реал Фарма». В серпні того ж року знову був заявлений за чернівецьку команду.

## Статистика
Станом на 30 серпня 2019 року
| Клуб                          | Ліга         | Сезон   | Чемпіонат | Чемпіонат | Кубок | Кубок | Дубль | Дубль |
| Клуб                          | Ліга         | Сезон   | Ігри      | Голи      | Ігри  | Голи  | Ігри  | Голи  |
| ----------------------------- | ------------ | ------- | --------- | --------- | ----- | ----- | ----- | ----- |
| «Чорноморець» (Одеса)         | Прем'єр-ліга | 2012/13 |           |           |       |       | 22    | 0     |
| «Чорноморець» (Одеса)         | Прем'єр-ліга | 2013/14 |           |           |       |       | 11    | 0     |
| «Чорноморець» (Одеса)         | Прем'єр-ліга | 2014/15 |           |           |       |       | 9     | 0     |
| «Шахтар-3» (Донецьк)          | Друга ліга   | 2014/15 | 9         | 0         |       |       |       |       |
| «Реал Фарма» (Одеса)          | Друга ліга   | 2015/16 | 18        | 0         |       |       |       |       |
| «Реал Фарма» (Одеса)          | Друга ліга   | 2016/17 | 18        | 0         | 2     | 0     |       |       |
| «Реал Фарма» (Одеса)          | Друга ліга   | 2017/18 | 7         | 0         | 1     | 0     |       |       |
| «Нафтовик-Укрнафта» (Охтирка) | Перша ліга   | 2017/18 | 9         | 0         |       |       |       |       |
| «Буковина» (Чернівці)         | Друга ліга   | 2018/19 | 11        | 0         | 1     | 0     |       |       |
| «Реал Фарма» (Одеса)          | Друга ліга   | 2018/19 | 7         | 0         |       |       |       |       |
| «Буковина» (Чернівці)         | Друга ліга   | 2019/20 |           |           | 1     | 0     |       |       |